# Quênia nos Jogos Olímpicos de Verão de 1984
Quênia participou dos Jogos Olímpicos de Verão de 1984, realizados em Los Angeles, nos Estados Unidos. 
Foi a sexta aparição do país nos Jogos Olímpicos, a primeira em doze anos após boicotar as edições de 1976 e 1980. Foi representado por 61 atletas, sendo 56 homens e cinco mulheres, que competiram em cinco esportes e conquistaram um total de três medalhas (um ouro e dois bronzes).

## Competidores
Esta foi a participação por modalidade nesta edição:
| Esporte              | Masculino | Feminino | Total |
| -------------------- | --------- | -------- | ----- |
| Atletismo            | 27        | 5        | 32    |
| Boxe                 | 10        | 0        | 10    |
| Halterofilismo       | 1         | 0        | 1     |
| Hóquei sobre a grama | 16        | 0        | 16    |
| Tiro                 | 2         | 0        | 2     |
| Total                | 56        | 5        | 61    |

### 

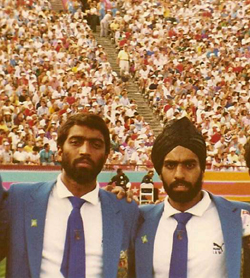
Manjeet Panesar e seu irmão Jitender representaram o Quênia no torneio masculino de hóquei.

## Medalhas
| Atleta          | Esporte   | Evento                          | Medalha |
| --------------- | --------- | ------------------------------- | ------- |
| Julius Korir    | Atletismo | 3000 m com obstáculos masculino | Ouro    |
| Michael Musyoki | Atletismo | 10000 m masculino               | Bronze  |
| Ibrahim Bilali  | Boxe      | Peso mosca                      | Bronze  |

## Desempenho

### Atletismo
Masculino
Eventos de pista
| Atleta                                                         | Evento              | Eliminatórias | Eliminatórias | Quartas de final | Quartas de final | Semifinal   | Semifinal   | Final       | Final             | Ref.   |
| Atleta                                                         | Evento              | Tempo         | Pos.          | Tempo            | Pos.             | Tempo       | Pos.        | Tempo       | Pos.              | Ref.   |
| -------------------------------------------------------------- | ------------------- | ------------- | ------------- | ---------------- | ---------------- | ----------- | ----------- | ----------- | ----------------- | ------ |
| Alfred Nyambane                                                | 200 m               | 21.35         | 4º/bat. 5     | Não avançou      | Não avançou      | Não avançou | Não avançou | Não avançou | Não avançou       | [ 4 ]  |
| David Kitur                                                    | 400 m               | 46.25 Q       | 2º/bat. 2     | 45.78 Q          | 2º/bat. 4        | 45.62       | 7º/bat. 2   | Não avançou | Não avançou       | [ 5 ]  |
| John Anzrah                                                    | 400 m               | 46.12 Q       | 2º/bat. 8     | 45.67            | 5º/bat. 1        | Não avançou | Não avançou | Não avançou | Não avançou       | [ 5 ]  |
| James Atuti                                                    | 400 m               | 47.04         | 5º/bat. 7     | Não avançou      | Não avançou      | Não avançou | Não avançou | Não avançou | Não avançou       | [ 5 ]  |
| Billy Konchellah                                               | 800 m               | 1:46.27 Q     | 1º/bat. 9     | 1:46.15 Q        | 1º/bat. 2        | 1:45.67 Q   | 2º/bat. 2   | 1:44.03     | 4º                | [ 6 ]  |
| Edwin Koech                                                    | 800 m               | 1:47.11 Q     | 1º/bat. 7     | 1:44.74 Q        | 1º/bat. 1        | 1:44.12 Q   | 2º/bat. 1   | 1:44.86     | 6º                | [ 6 ]  |
| Juma Ndiwa                                                     | 800 m               | 1:46.73 Q     | 1º/bat. 8     | 1:45.59 Q        | 3º/bat. 4        | 1:48.06     | 7º/bat. 2   | Não avançou | Não avançou       | [ 6 ]  |
| Joseph Chesire                                                 | 1500 m              | 3:38.51 Q     | 1º/bat. 1     | —                | —                | 3:35.83 Q   | 4º/bat. 1   | 3:34.52     | 4º                | [ 7 ]  |
| Josephat Muraya                                                | 1500 m              | 3:51.61       | 4º/bat. 3     | —                | —                | Não avançou | Não avançou | Não avançou | Não avançou       | [ 7 ]  |
| Kip Cheruiyot                                                  | 1500 m              | 3:41.96       | 5º/bat. 6     | —                | —                | Não avançou | Não avançou | Não avançou | Não avançou       | [ 7 ]  |
| Paul Kipkoech                                                  | 5000 m              | 13:51.54 q    | 7º/bat. 4     | —                | —                | 13:29.08 Q  | 6º/bat. 2   | 13:14.40    | 5º                | [ 8 ]  |
| Charles Cheruiyot                                              | 5000 m              | 13:45.99 Q    | 1º/bat. 3     | —                | —                | 13:28.56 Q  | 4º/bat. 2   | 13:18.41    | 6º                | [ 8 ]  |
| Wilson Waigwa                                                  | 5000 m              | 13:48.84 Q    | 5º/bat. 1     | —                | —                | 13:38.59 Q  | 1º/bat. 1   | 13:27.34    | 10º               | [ 8 ]  |
| Michael Musyoki                                                | 10000 m             | 28:24.24 Q    | 3º/bat. 1     | —                | —                | —           | —           | 28:06.46    | Medalha de bronze | [ 9 ]  |
| Sosthenes Bitok                                                | 10000 m             | 28:12.17 Q    | 1º/bat. 3     | —                | —                | —           | —           | 28:09.01    | 6º                | [ 9 ]  |
| Joseph Nzau                                                    | 10000 m             | 28:28.71 Q    | 3º/bat. 2     | —                | —                | —           | —           | 28:32.57    | 14º               | [ 9 ]  |
| Joseph Nzau                                                    | Maratona            | —             | —             | —                | —                | —           | —           | 2:11:28     | 7º                | [ 10 ] |
| Joseph Otieno                                                  | Maratona            | —             | —             | —                | —                | —           | —           | 2:24:13     | 49º               | [ 10 ] |
| Kimurgor Ngeny                                                 | Maratona            | —             | —             | —                | —                | —           | —           | 2:37:19     | 68º               | [ 10 ] |
| Pius Munyasia                                                  | 20 km marcha        | —             | —             | —                | —                | —           | —           | 1:34:53     | 32º               | [ 11 ] |
| Simon Kitur                                                    | 400 m c/barreiras   | 49.70 Q       | 2º/bat. 4     | —                | —                | 49.80       | 5º/bat. 1   | Não avançou | Não avançou       | [ 12 ] |
| Meshak Munyoro                                                 | 400 m c/barreiras   | 51.99         | 6º/bat. 5     | —                | —                | Não avançou | Não avançou | Não avançou | Não avançou       | [ 12 ] |
| Julius Korir                                                   | 3000 m c/obstáculos | 8:29.08 Q     | 1º/bat. 2     | —                | —                | 8:17.40 Q   | 1º/bat. 2   | 8:11.80     | Medalha de ouro   | [ 13 ] |
| Julius Kariuki                                                 | 3000 m c/obstáculos | 8:19.45 Q     | 1º/bat. 3     | —                | —                | 8:21.07 q   | 6º/bat. 1   | 8:17.47     | 7º                | [ 13 ] |
| Kip Rono                                                       | 3000 m c/obstáculos | 8:41.75       | 9º/bat. 1     | —                | —                | Não avançou | Não avançou | Não avançou | Não avançou       | [ 13 ] |
| John Anzrah Elijah Sogomo Jason Opicho David Kitur Simon Kitur | Revezamento 4x400 m | 3:06.07 Q     | 2º/bat. 4     | —                | —                | 3:04.74     | 7º/bat. 2   | Não avançou | Não avançou       | [ 14 ] |

Eventos de campo
| Atleta      | Evento             | Eliminatórias | Eliminatórias | Final       | Final       | Ref.   |
| Atleta      | Evento             | Marca         | Pos.          | Marca       | Pos.        | Ref.   |
| ----------- | ------------------ | ------------- | ------------- | ----------- | ----------- | ------ |
| Moses Kiyai | Salto em distância | 7.51          | 16º           | Não avançou | Não avançou | [ 15 ] |
| Moses Kiyai | Salto triplo       | 15.90         | 20º           | Não avançou | Não avançou | [ 16 ] |

Feminino
Eventos de pista
| Atleta               | Evento   | Eliminatórias | Eliminatórias | Quartas de final | Quartas de final | Semifinal   | Semifinal   | Final       | Final       | Ref.   |
| Atleta               | Evento   | Tempo         | Pos.          | Tempo            | Pos.             | Tempo       | Pos.        | Tempo       | Pos.        | Ref.   |
| -------------------- | -------- | ------------- | ------------- | ---------------- | ---------------- | ----------- | ----------- | ----------- | ----------- | ------ |
| Ruth Waithera        | 200 m    | 23.42 Q       | 4º/bat. 5     | 23.37 Q          | 4º/bat. 3        | 23.45       | 8º/bat. 1   | Não avançou | Não avançou | [ 17 ] |
| Ruth Waithera        | 400 m    | 52.53 Q       | 2º/bat. 4     | —                | —                | 52.21 Q     | 4º/bat. 1   | 51.56       | 8º          | [ 18 ] |
| Selina Chirchir      | 800 m    | 2:07.17       | 5º/bat. 2     | —                | —                | Não avançou | Não avançou | Não avançou | Não avançou | [ 19 ] |
| Justina Chepchirchir | 1500 m   | 4:21.97       | 10º/bat. 1    | —                | —                | —           | —           | Não avançou | Não avançou | [ 20 ] |
| Hellen Kimaiyo       | 3000 m   | 8:57.21       | 7º/bat. 1     | —                | —                | —           | —           | Não avançou | Não avançou | [ 21 ] |
| Mary Wagaki          | Maratona | —             | —             | —                | —                | —           | —           | 2:52:00     | 43º         | [ 22 ] |

### Boxe
| Atleta          | Evento             | Fase de 64           | Fase de 32              | Oitavas de final     | Quartas de final     | Semifinal             | Final                | Final             | Ref.   |
| Atleta          | Evento             | Adversário Resultado | Adversário Resultado    | Adversário Resultado | Adversário Resultado | Adversário Resultado  | Adversário Resultado | Pos.              | Ref.   |
| --------------- | ------------------ | -------------------- | ----------------------- | -------------------- | -------------------- | --------------------- | -------------------- | ----------------- | ------ |
| Daniel Mwangi   | Mosca-ligeiro      | —                    | THA Sang-Ano V RSC-3    | GUA Motta D 1–4      | Não avançou          | Não avançou           | Não avançou          | Não avançou       | [ 23 ] |
| Ibrahim Bilali  | Mosca              | —                    | ZAM Mwamba V 3–2        | COL Mercado V 4–1    | DOM Ramírez V 5–0    | YUG Redžepovski D 0–5 | Não avançou          | Medalha de bronze | [ 24 ] |
| Sammy Mwangi    | Galo               | —                    | USA Shannon D 0–5       | Não avançou          | Não avançou          | Não avançou           | Não avançou          | Não avançou       | [ 25 ] |
| John Wanjau     | Pena               | —                    | GHA Kpakpo V 5–0        | TAN Hussen V 4–1     | USA Taylor D RSC-3   | Não avançou           | Não avançou          | Não avançou       | [ 26 ] |
| Patrick Waweru  | Leve               | KOR Chun C-s. D 2–3  | Não avançou             | Não avançou          | Não avançou          | Não avançou           | Não avançou          | Não avançou       | [ 27 ] |
| Charles Owiso   | Meio-médio-ligeiro | —                    | THA Umponmaha D 2–3     | Não avançou          | Não avançou          | Não avançou           | Não avançou          | Não avançou       | [ 28 ] |
| Stephen Okumu   | Supermédio         | —                    | GBR Douglas D 1–4       | Não avançou          | Não avançou          | Não avançou           | Não avançou          | Não avançou       | [ 29 ] |
| Augustus Oga    | Médio              | —                    | NED Van Raamsdonk D 1–4 | Não avançou          | Não avançou          | Não avançou           | Não avançou          | Não avançou       | [ 30 ] |
| Sylvanus Okello | Meio-pesado        | —                    | EGY El-Nagar V RSC-3    | TAN Nassoro V 5–0    | USA Holyfield D KO-1 | Não avançou           | Não avançou          | Não avançou       | [ 31 ] |
| James Omondi    | Pesado             | —                    | ITA Musone D 0–5        | Não avançou          | Não avançou          | Não avançou           | Não avançou          | Não avançou       | [ 32 ] |

### Halterofilismo
Masculino
| Atleta       | Evento  | Arranco | Arranco | Arremesso | Arremesso | Total | Pos. | Ref.   |
| Atleta       | Evento  | Result. | Pos.    | Result.   | Pos.      | Total | Pos. | Ref.   |
| ------------ | ------- | ------- | ------- | --------- | --------- | ----- | ---- | ------ |
| Pius Ochieng | –100 kg | 125     | =14º    | 175       | 10º       | 300   | 10º  | [ 33 ] |

### Hóquei sobre a grama
Masculino
| Fase preliminar        | Fase preliminar      | Fase preliminar      | Fase preliminar         | Fase preliminar         | Fase preliminar | Classificação 9–12                 | Disputa 9º lugar       | Disputa 9º lugar | Ref.   |
| Adversário Resultado   | Adversário Resultado | Adversário Resultado | Adversário Resultado    | Adversário Resultado    | Pos.            | Adversário Resultado               | Adversário Resultado   | Pos.             | Ref.   |
| ---------------------- | -------------------- | -------------------- | ----------------------- | ----------------------- | --------------- | ---------------------------------- | ---------------------- | ---------------- | ------ |
| GBR Grã-Bretanha D 1–2 | PAK Paquistão D 0–3  | CAN Canadá V 3–2     | NZL Nova Zelândia D 1–4 | NED Países Baixos D 0–3 | 5º (Gr. B)      | USA Estados Unidos V 1–1 (4–2 pen) | CAN Canadá V 1–0 (pro) | 9º               | [ 34 ] |

Equipe
- Emmanuel Oduol
- Julius Akumu
- Lucas Alubaha
- Michael Omondi
- Parminder Singh Saini
- Manjeet Singh Panesar
- Jitender Singh Panesar
- Peter Akatsa
- Harvinder Singh Kular
- Christopher Otambo
- Brajinder Singh Daved
- Raphael Fernandes
- Sunil Chhabra
- Sarabjit Singh Sehmi
- Eric Otieno
- Julius Mutinda

### Tiro
Masculino
| Atleta               | Evento             | Final  | Final | Ref.   |
| Atleta               | Evento             | Pontos | Pos.  | Ref.   |
| -------------------- | ------------------ | ------ | ----- | ------ |
| Shuaib Adam          | Pistola livre 50 m | 539    | =31º  | [ 35 ] |
| Michael Carr-Hartley | Fossa olímpica     | 168    | =54º  | [ 36 ] |

Legenda
| Recorde mundial      | Recorde mundial (World record)               |                       | Recorde africano                      | Recorde africano (African) |                                           | Q | Classificado por posição (Qualified) |
| Recorde olímpico     | Recorde olímpico (Olympic record)            | Recorde da América    | Recorde da América (Americas)         | q                          | Classificado por melhor tempo (Qualified) |   |                                      |
| Melhor marca do ano  | Melhor marca do ano (World leading)          | Recorde asiático      | Recorde asiático (Asian)              | DNS                        | Não largou (Did not start)                |   |                                      |
| Recorde nacional     | Recorde nacional (National record)           | Recorde europeu       | Recorde europeu (European)            | DNF                        | Não terminou (Did not finish)             |   |                                      |
| Recorde pessoal      | Recorde pessoal do atleta (Personal best)    | Recorde da Oceania    | Recorde da Oceania (Oceania)          | DSQ / DQ                   | Desclassificado (Disqualified)            |   |                                      |
| Recorde da temporada | Recorde da temporada do atleta (Season best) | Recorde sul-americano | Recorde sul-americano (South America) | NM                         | Sem marca (No mark)                       |   |                                      |